# Mercy-le-Bas
Mercy-le-Bas è un comune francese di 1 366 abitanti situato nel dipartimento della Meurthe e Mosella nella regione del Grand Est.

## Società

### Evoluzione demografica
Abitanti censiti